# Таш-Елга (Янаульский район)
Таш-Елга (баш. Ташйылға) — деревня в Янаульском районе Башкортостана. Входит в Новоартаульский сельсовет.

## География
Деревня находится на реке Буй. Расстояние до:
- районного центра (Янаул): 12 км,
- центра сельсовета (Новый Артаул): 12 км,
- ближайшей ж/д станции (Янаул): 12 км.

## История
Близ деревни находятся могильник и поселение Ананьинской культуры, открытые в 1965 году и датируемые 6—5 веками до н. э..
В 1904 году в деревне Ново-Артауловской волости Осинского уезда Пермской губернии — 26 крестьянских дворов, 149 жителей (62 мужчины, 87 женщин), башкиры-вотчинники.
В 1920 году в 36 дворах проживал 181 человек (82 мужчины, 99 женщин).
К 1926 году деревня была передана из Уральской области в Янауловскую волость Бирского кантона Башкирской АССР.
В 1982 году население — около 130 человек.
В 1989 году — 77 человек (40 мужчин, 37 женщин).
В 2002 году — 61 человек (32 мужчины, 29 женщин), башкиры (62 %) и татары (38 %).
В 2010 году — 79 человек (41 мужчина, 38 женщин).

## Население
| 2002 | 2009 | 2010 |
| ---- | ---- | ---- |
| 61   | ↗75  | ↗79  |